# 2021年カーブル学校爆弾テロ事件
2021年カーブル学校爆弾テロ事件は、2021年5月8日、アフガニスタン・カーブル西部のシーア派が多く住む地域ダシュテバルチにある学校「サイード・アルシュハダ」の前で自動車爆弾が爆発した後、二つの即席爆発装置（IED）が爆発した事件。この爆発で少なくとも90人が死亡し、240人が負傷した。死傷者の殆どは11歳から15歳までの少女であった。この攻撃は地域のISILホラサン州（ISIL-K）に所属する過激派が長年にわたり頻繁に攻撃を行ってきた地域で発生した。
攻撃後、ダシュテバルチの住民はこの地域の治安の悪さに怒りを露わにした。住民は、同地域がISILに所属する過激派から繰り返し攻撃を受けてきたことを知っているにもかかわらず、政府はダシュテバルチの安全を確保するのに十分なことをしていないと述べた。住民の多くはアフガニスタン大統領アシュラフ・ガニーに攻撃の責任があると考えており、アフガニスタン政府と治安部隊に対して大声で抗議を行った。

## 背景
カーブルのダシュテバルチ地域には、アフガニスタンの少数民族ハザラの人々が住んでいる。2018年にはこの地域の学校の爆弾テロ事件で34人が死亡し、レスリングクラブへの攻撃で約24人が死亡した。2020年には、産科病院への攻撃で24人が死亡し、同じ地域にある教育センター「Kawsar-e-Danish」が襲撃されて約30人が死亡した。これらの攻撃の殆どでISILの加盟組織が犯行声明を出している。ハザラ人はイスラム教シーア派を信仰しており、ISからは異端者と見なされている。ターリバーンはまた、ハサラ人を暴力的な迫害の対象としており、女子、特に10代への教育にも反対している。
アフガニスタンは一般的に、アフガニスタン治安部隊とターリバーン間の戦闘が大幅に増加しており、両者は米軍やNATO軍の撤退に伴う戦略的地域の領土獲得を目指している。

## 攻撃
サイード・アルシュハダ学校の入口前で自動車爆弾が爆発した。この学校は三交代制で男女両方を教えており、2交代目は女子生徒向けに教えていた。
学校の教師は「最初に自動車爆弾が爆発し、次にカーブルの女子校の近くで2回爆発が起こった」と述べた。内務省の報道官は、最初の爆発は自動車爆弾によるものであり、その後に2つのIEDが爆発したと述べ、この発言を支持した。
負傷した生徒の一人は、爆発が起こったときに学校を出ようとしていて、約10分後にまた爆発があり、さらにその数分後にも爆発が起こったと語った。彼女は誰もが混乱して悲鳴を上げ、血や瓦礫、私物が庭に散乱していたと続けた。

## 死傷者
爆発直後、58人が死亡し160人以上が負傷した。攻撃の翌日、死者数は85人に増加した。犠牲者の大多数は18歳未満の女子学生であった。負傷者の多くが移送された病院のプログラムコーディネーターは、患者の年齢は主に12歳から20歳の間であったと主張した。

## 余波

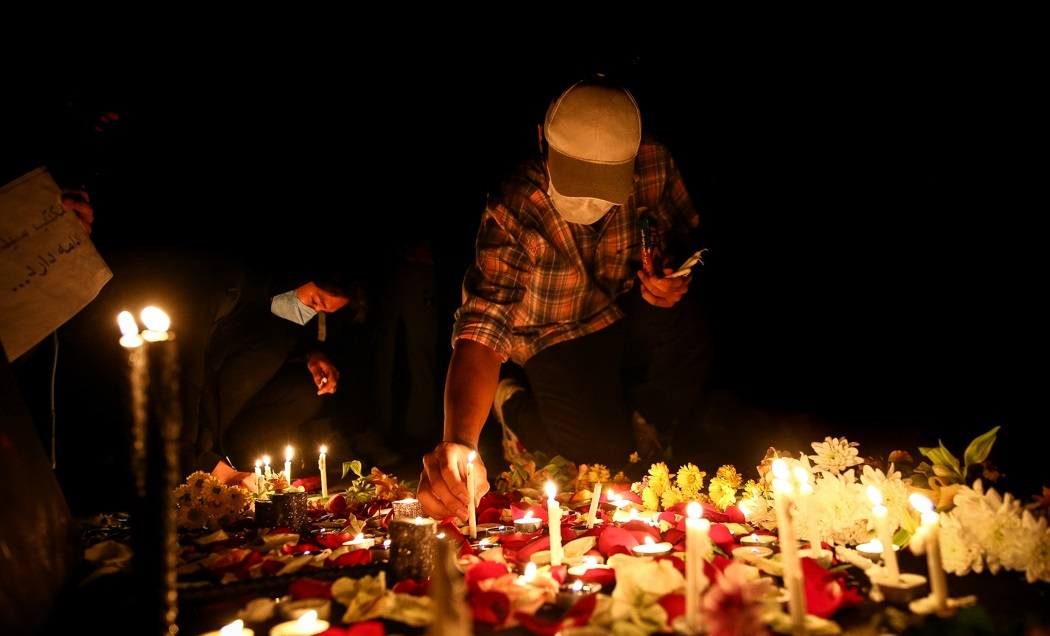
テヘランのアフガニスタン大使館の外で弔意

アフガニスタンのアシュラフ・ガニー大統領はこのテロ攻撃を非難し、事件を受けて5月11日を国家的な追悼の日とした。ガニー大統領はこの攻撃についてターリバーンを非難したが、ターリバーンの広報担当者のザビウラ・ムジャヒドはメディアに発表したメッセージの中で攻撃への関与を否定した。ターリバーンの広報担当者も攻撃を非難し、イラク・レバントのイスラム国（ISIL）に攻撃の責任があるとした。さらに、彼はアフガニスタンの情報機関がISILに加担していると非難した。
犠牲者の多くの家族は、政府が住民を守るために何の手も講じなかった事を非難した。ある親族は「政府は事件が起きてから対応し、事件が起きる前には何もしていない」と述べた。ダシュテバルチの住民は、当局が現場に到着するのに少なくとも1時間かかったと報告した。現場への警察、情報機関、救急車の到着の遅れにより群衆は激怒し、救急車や警察車両を攻撃し始めた。住民の多くはこの攻撃の責任はガニ大統領にあると考え、アフガニスタン政府と治安部隊に対して大声で抗議を行った。